# Détective Conan : Le Pire Cauchemar
Detective Conan : Le Pire Cauchemar (名探偵コナン 純黒の悪夢, Meitantei Konan: Junkoku no Naitomea) est un film d'animation japonais réalisé par Kōbun Shizuno. Il est sorti le 16 avril 2016 au Japon et le 30 septembre 2019 en France aux éditions Black Box.
Il s'agit du 20e film tiré du manga Détective Conan.

## Synopsis
Un espion vole des dossiers secrets provenant de divers services de renseignements comme le MI6, la BND ou la CIA à la police japonaise. Durant sa fuite, il subit un accident de voiture provoqué un tir de carabine de Shuichi Akai. Le lendemain, une jolie jeune femme blessée et seule est trouvée par Conan et ses amis à un aquarium à Tokyo. Ces derniers décident alors de l'aider à retrouver sa mémoire. La scène est observée par Vermouth.

## Distribution
- Minami Takayama pour Conan Edogawa
- Rikiya Koyama pour Kogoro Mouri
- Wakana Yamazaki pour Ran Mouri
- Yūki Amami pour la femme mystérieuse